# Křovinář ostrovní
Křovinář ostrovní (Bothrops insularis) je druh jedovatého hada z čeledi zmijovití a podčeledi chřestýšovití.

## Výskyt a populace
Had se endemicky vyskytuje pouze na tzv. Hadím ostrově (Queimada Grande) u břehů brazilského státu São Paulo. Tento ostrov má pouhých 43 ha. Stanoviště druhu zde tvoří travnaté i lesní plochy. V roce 2008 byla celková populace odhadnuta na 2000–4000 jedinců.

## Biologie
Jedná se o vysoce jedovatého hada, který je aktivní ve dne i v noci. Zatímco nedospělí jedinci se krmí na ještěrkách, stonožkách a obojživelnících, dospělci se specializují na tažné ptáky, které loví na zemi i na stromě. Z terénního výzkumu potravních návyků křovináře ostrovního publikovaného v roce 2012 vyplývá, že tento had je potravně závislý na dvou druzích pěvců, kterými jsou drozd žlutonohý (Turdus flavipes) a elenie Elaenia chilensis.
K námluvám dochází od března do července, k samotnému páření od července do září. Doba gestace je kolem 4–5 měsíců. Vrh nastává mezi březnem a červnem, samice vrhá kolem 7 mláďat.

## Velikost
Samci měří kolem 59 cm (interval 51–72 cm) a váží kolem 80 g. Samice jsou větší s průměrnou délkou kolem 72 cm (interval 56–94 cm) a váží v průměru 180 g, v krajním případě až 480 g. Má delší ocas než křovinář žararaka, a tento ocas používá pro uchycení se na větvích keřů nebo stromů.

## Stav ohrožení
Mezinárodní svaz ochrany přírody (IUCN) považuje křovináře ostrovního za kriticky ohrožený druh. Křovinář obývá pouze jedinou lokaci s extrémně malou plochou a vypadá to, že jeho populace je na ústupu. Alespoň částečně k tomu přispívají pytláci, kteří křovináře chytají za účelem jejich prodeje do zoologických zahrad a soukromých chovatelů exotických druhů. Vegetace ostrova byla v minulosti spálena a i když je na cestě k obnově, její úplné zotavení zabere desítky až stovky let.